# Pseudoliotia gowllandi
Pseudoliotia gowllandi is een slakkensoort uit de familie van de Liotiidae. De wetenschappelijke naam van de soort is voor het eerst geldig gepubliceerd in 1874 door Brazier.